# Idrissa M'Barke
Idrissa M'Barke, född den 30 mars 1983, är en fransk friidrottare som tävlar i kortdistanslöpning.
M'Barke deltog vid inomhus-EM 2005 i Madrid där han sprang 200 meter men blev utslagen i semifinalen. Han deltog även vid EM 2006 där han ingick i det franska stafettlag som vann guld på 4 x 400 meter. Förutom M'Barke bestod laget av Leslie Djhone, Neman Keïta och Marc Raquil.

## Personliga rekord
- 200 meter - 20,87
- 400 meter - 45,86